# Aeródromo de Autlán de Navarro
El Aeródromo de Autlán (Código ICAO:MM63 - Código DGAC: AUN) es un pequeño aeropuerto ubicado al sureste de la ciudad de Autlán de Navarro, Jalisco y es operado por el ayuntamiento del mismo municipio. Cuenta con una pista de aterrizaje de 1,700 metros de largo y 17 metros de ancho y una plataforma de aviación de 50m x 100m (5,000 metros cuadrados). El aeródromo solo opera aviación general.

## Accidentes e incidentes
- El 2 de octubre de 1990 una aeronave Cessna 421 Golden Eagle con matrícula XB-DWT que realizaba un vuelo privado entre el Aeropuerto Internacional del Norte y el Aeródromo de Autlán con escala en el Aeródromo de Ciudad Guzmán se estrelló en el Volcán de Colima antes de realizar su primera escala matando a sus 3 ocupantes.[2][3]